# Eudon Ier de Porhoët
Eudon Ier de Porhoët fut vicomte de Rennes et seigneur de Porhoët de 1074 à sa mort, après 1092.

## Biographie
Eudon Ier est le fils aîné et successeur de Josselin Ier de Porhoët. Contrairement à son père, il est rarement présent à la cour du Duc Conan II de Bretagne. Sous le règne de son successeur, Hoël de Cornouaille, il rejoint même les féodaux en conflit avec le duc en 1068.  
Il épouse Anne/Emma de Léon, morte en 1092, dont il a cinq enfants :
- Josselin II de Porhoët vicomte de Rennes, seigneur de Porhoët,
- Geoffroi de Porhoët vicomte de Porhoët,
- Guéthénoc de Porhoët, mort avant 1114,
- une fille mariée à Simon II, baron de La Roche-Bernard,
- Alain Ier de Rohan vicomte de Rohan en 1127

D'une union suivante, il a deux fils : Bernard et Robert.

## Sources
- Abbé Piéderrière, curé de La Trinité-Porhoët Essai sur la généalogie des comtes de Porhoët. Bulletin de la Société polymathique du Morbihan année 1872 pages 234 à 241.
- Hubert Guillotel, De la vicomté de Rennes à la vicomté de Porhoët (fin du Xe - milieu du XIIe siècle), MSHAB, 1995, t. LXXIII, p. 5-30
- Dom Morice, 1742-6